# Velho Chico (telenovela)
Velho Chico é uma telenovela brasileira produzida e exibida pela TV Globo de 14 de março a 30 de setembro de 2016, em 172 capítulos. Substituiu A Regra do Jogo e foi substituída por A Lei do Amor, sendo a 10.ª "novela das nove" exibida pela emissora.
Criada por Benedito Ruy Barbosa e escrita por Edmara Barbosa e Bruno Luperi, com a colaboração de Luis Alberto de Abreu, teve direção de Carlos Araújo, Gustavo Fernandez, Antônio Karnewale, Philippe Barcinski e Luiz Fernando Carvalho, também diretor artístico.
Contou com as atuações de Rodrigo Santoro, Domingos Montagner, Camila Pitanga, Antônio Fagundes, Christiane Torloni, Marcelo Serrado, Lucy Alves, Irandhir Santos e Dira Paes.

## Enredo

### Primeira fase
A trama se inicia no final da década de 1960, quando Afrânio é obrigado a retornar de Salvador para a fictícia cidade de Grotas de São Francisco, local próximo ao Rio São Francisco, para assumir o lugar do pai, o poderoso Coronel Jacinto, que comandava a política e a economia da cidade. Apaixonado por Iolanda, uma atraente cantora cigana de origem espanhola, mas obrigado pela amargurada mãe Encarnação, que ainda sofre pela perda de seu filho mais velho, morto nas águas do São Francisco, Afrânio parte numa viagem pela região para reafirmar alianças que seu pai mantinha. Em sua viagem, conhece Leonor, filha do coronel Argelino e de Zilu, que acaba por lhe atiçar o desejo, e se envolvendo cada vez mais, o pai da moça obriga a se casarem. Leonor é recebida com desprezo por Encarnação, pelo fato de vir de uma classe baixa, ou seja, incapaz para ser esposa de seu filho, o jovem Coronel Saruê. Quando Maria Tereza nasce, Encarnação espalha que nem para dar um filho homem, Leonor serve.
Rival da família Sá Ribeiro, já que o Coronel Jacinto ambicionava suas terras, o capitão Ernesto Rosa, homem justo casado com Eulália, mas sem filhos, adota Luzia, bebê abandonada no meio da plantação de algodão. Na mesma época, acolhem o casal de retirantes, Belmiro e Piedade, pais de Bento e Santo. Com o passar do tempo e crescendo juntos, Luzia passa a nutrir uma paixão por Santo, que nem desconfia dos sentimentos da irmã de criação.
É numa procissão de São Francisco de Assis, sob as águas do Velho Chico, que os caminhos de Santo e Maria Tereza se cruzam. Mas o amor do filho do retirante com a filha do coronel é descoberto, e Maria Tereza é mandada para um internato em Salvador. Apesar de enviar cartas para o amado, em que revela estar grávida, estas são interceptadas por Luzia, ainda apaixonada por Santo. Ao mesmo tempo que Miguel nasce, fruto de um amor proibido, Belmiro é morto por Cícero, empregado do coronel Afrânio, ao mesmo tempo, Ernesto também é assassinado nos cais do rio. O assassinato de Belmiro e de Ernesto aumenta a rivalidade entre as duas famílias e Bento jura fazer vingança. O povo também fica inconformado e o delegado da cidade aconselha Afrânio a sair de Grotas por um tempo. Logo após o nascimento do filho, Maria Tereza volta para a fazenda de seu pai, onde acaba se casando com o jovem deputado Carlos Eduardo, embora espere um dia reencontrar seu grande amor para viverem felizes.

### Segunda fase
Trinta anos se passaram, e Maria Tereza deixa Brasília e retorna para Grotas de São Francisco com Carlos Eduardo, agora um político ambicioso. O retorno é para comemorar o aniversário de cem anos da avó Encarnação, e reencontra o pai, Afrânio, e a madrasta Iolanda. Ela passa a comandar a exportação de frutas da família em Salvador, mas constata que a centenária está triste por não receber a visita do neto Martim, que deixou a fazenda do pai após uma desavença no passado. A festa de Encarnação tem outro desfalque: Miguel, que ainda está na França estudando agronomia orgânica. A volta do rapaz para cuidar da fazenda do avô é temida por Carlos Eduardo, que receia sua aproximação com o pai biológico. Santo desconhece a existência de Miguel, fruto de seu relacionamento com Maria Tereza, já que as cartas interceptadas por Luzia o impediram de viver essa paternidade. Com o caminho livre, Luzia se casou com ele, e tiveram as meninas Olívia e Isabel. Santo fundou uma cooperativa que luta pelos interesses dos pequenos produtores. No decorrer dos anos, Eulália morre e a fazenda Piatã passou a ser comandada por Piedade, mãe de Santo e Bento, este que se formou em direito e se tornou vereador em Grotas contra a vontade de Afrânio. O reencontro entre Santo e Maria Tereza acontece nas margens do Rio São Francisco, e ambos percebem que ainda se amam e a reaproximação entre eles afetará a vida de quase todos em Grotas.

## Elenco
| Intérprete          | Personagem                            |
| ------------------- | ------------------------------------- |
| Domingos Montagner  | Santo dos Anjos                       |
| Camila Pitanga      | Maria Tereza de Sá Ribeiro (Terê)     |
| Antônio Fagundes    | Afrânio de Sá Ribeiro (Coronel Saruê) |
| Christiane Torloni  | Iolanda de Sá Ribeiro                 |
| Lucy Alves          | Luzia Rosa dos Anjos                  |
| Selma Egrei         | Encarnação de Sá Ribeiro              |
| Marcelo Serrado     | Carlos Eduardo Vidigal                |
| Dira Paes           | Beatriz Raposeiro dos Anjos           |
| Lee Taylor          | Martim de Sá Ribeiro                  |
| Irandhir Santos     | Bento dos Anjos                       |
| Marcos Palmeira     | Cícero Matoso (Ciço)                  |
| Mariene de Castro   | Dalva                                 |
| Gabriel Leone       | Miguel de Sá Ribeiro                  |
| Giullia Buscacio    | Olívia Rosa dos Anjos                 |
| Lucas Veloso        | Lucas                                 |
| Yara Charry         | Sophie                                |
| Zezita de Matos     | Piedade dos Anjos                     |
| Luci Pereira        | Cecília Raposeiro (Ceci)              |
| Rayza Alcântara     | Isabel Rosa dos Anjos                 |
| Lucci Ferreira      | Ernani                                |
| Suely Bispo         | Dulcina Matoso (Doninha)              |
| Umberto Magnani     | Padre Romão                           |
| Carlos Vereza       | Padre Benício                         |
| Gésio Amadeu        | Chico Criatura                        |
| Cláudio Jaborandy   | Delegado Germano                      |
| Maciel Melo         | Egídio                                |
| Xangai              | Avelino                               |
| Batoré              | Delegado Queiroz                      |
| Saulo Laranjeira    | Prefeito Raimundo                     |
| José Dumont         | Zé Pirangueiro                        |
| Marcélia Cartaxo    | Zefa                                  |
| Evana Jeyssan       | Wanda                                 |
| Victor Broz         | Calú                                  |
| Antônio Carlos Feio | Tenório                               |
| Flávio Rochaa       | Edenilson                             |

### Participações especiais
| Intérprete            | Personagem                            |
| --------------------- | ------------------------------------- |
| Rodrigo Santoro       | Afrânio de Sá Ribeiro (jovem)         |
| Carol Castro          | Iolanda (jovem)                       |
| Tarcísio Meira        | Jacinto de Sá Ribeiro (Coronel Saruê) |
| Rodrigo Lombardi      | Capitão Ernesto Rosa                  |
| Fabiula Nascimento    | Eulália Rosa                          |
| Julia Dalavia         | Maria Tereza de Sá Ribeiro (jovem)    |
| Renato Góes           | Santo dos Anjos (jovem)               |
| Rafael Vitti          | Carlos Eduardo (jovem)                |
| Larissa Góes          | Luzia (jovem)                         |
| Chico Díaz            | Belmiro dos Anjos                     |
| Cyria Coentro         | Piedade dos Anjos (jovem)             |
| Pablo Morais          | Cícero Matoso (Ciço) (jovem)          |
| Davi Caetano          | Martim de Sá Ribeiro (criança)        |
| Diyo Coelho           | Bento dos Anjos (jovem)               |
| Marina Nery           | Leonor Vilela de Sá Ribeiro           |
| Júlio Machado         | Clemente Matoso                       |
| Bárbara Reis          | Dulcina Matoso (Doninha) (jovem)      |
| Leopoldo Pacheco      | Dr. Emílio Cavalcanti                 |
| Isabella Aguiar       | Maria Tereza (criança)                |
| Rogerinho Costa       | Santo (criança)                       |
| Lucca Fontoura        | Cícero (criança)                      |
| Fabiana Ferreira      | Luzia (criança)                       |
| Vitor Aleixo          | Bento (criança)                       |
| Luiza Brunet          | Madalena (Madá)                       |
| Juan Alba             | Amadeu                                |
| Prazeres Barbosa      | Dona Assunção                         |
| Carmem Lu de Mendonça | Rosinha                               |
| José Augusto Branco   | Senador Meireles                      |
| Clementino Kelé       | José Durvalino                        |
| Severo D'Acelino      | Capitão Eugênio                       |
| Amélia Bittencourt    | Guiomar                               |
| Chambinho do Acordeon | Sanfoneiro                            |
| Chico de Assis        | Coronel Salgado                       |
| Diogo Oliveira        | Moacir                                |
| Carlos Betão          | Argelino                              |
| Verônica Cavalcanti   | Zilu                                  |
| Fernando Teixeira     | Coronel Floriano                      |
| Dadá Venceslau        | Coronel Benedito                      |
| Fernando Carvalho     | Silvino                               |
| Bertrand Duarte       | Coronel Osório                        |
| Adílson Maghá         | Cego                                  |
| Denise Correia        | Neusa                                 |
| Adriana Gabriela      | Marta                                 |
| Thaissa Cavalcanti    | Matilde                               |
| Harildo Deda          | Dr. Amorim                            |
| Vó Mera               | Dona Noca                             |
| Kenya Costta          | Secretária do Promotor                |
| Beth Zalcman          | Repórter                              |
| Ubiratan Di Assis     | Deputado Plínio                       |
| Cláudia Lira          | Mãe D'água                            |
| Nadia Nardini         | Matilde                               |
| Beto Quirino          | Tião                                  |

## Produção
Em 2009, Benedito Ruy Barbosa entregou à direção da TV Globo a sinopse de uma trama sobre o Rio São Francisco; porém em 2012, após avaliação da emissora, a história foi engavetada por ser considerada política demais. Benedito esperava levar a história no ano seguinte na faixa das 21 horas, e Eriberto Leão estava cotado para o papel de protagonista. Primeira opção de Benedito para o papel de protagonista, mas atuando na telenovela das 18 horas, Eriberto acabou sendo substituído por Rodrigo Santoro na 1.ª fase.
Em 2015, o projeto é aprovado para às 18 horas, substituindo Êta Mundo Bom!. Rogério Gomes foi anunciado para dirigir a trama, mas a pedido do autor e devido ao êxito da reprise de O Rei do Gado, Luiz Fernando Carvalho foi convidado para a direção; embora fosse orientado a não ousar tanto esteticamente do mesmo modo que em Hoje É Dia de Maria. Posteriormente, a história foi deslocada para ser exibida às 21 horas, substituindo A Regra do Jogo, na vaga que era de Maria Adelaide Amaral, devido aos temas pesados abordados pelas telenovelas até então já aprovadas e/ou exibidas, além da impossibilidade da trama já aprovada abordar a temática política, pelo fato de ser ano eleitoral.
Dividida em duas fases, teve direção de fotografia de Alexandre Fructuoso e figurino de Thanara Schönardie.
O processo criativo da equipe e dos atores durou apenas três meses e foi todo realizado no TVliê, o espaço colaborativo de criação de Luiz Fernando Carvalho, que funcionou entre 2013 e 2017, no Projac, conhecido como Galpão.

### Cenografia e figurinos
Embora ambientada na Bahia, teve parte das cenas iniciais gravada em outras locações do Nordeste brasileiro, como Baraúna no Rio Grande do Norte e São José da Tapera e Olho d'Água do Casado em Alagoas e Canindé de São Francisco em Sergipe. As tomadas aéreas que representam a cidade fictícia da trama são de outro município alagoano: Piranhas. No estado onde se passa a novela, um casarão da Ilha de Cajaíba, em São Francisco do Conde, o município de Cachoeira e o Raso da Catarina foram usados como locações. No total, cerca de 562 cenas foram gravadas nas locações nordestinas, em que cerca de 60 a 70% do elenco é formado por atores da região.
A cenografia foi feita com peças reaproveitadas, provindas de objetos reciclados, como lâmpadas incandescentes utilizadas em refletores antigos reconstruídos. O figurino da primeira fase foi composto por roupas reais de moradores das locações, através da troca de roupas usadas em troca de novas aos moradores. Passando por descoloração de tecidos, tingimento e envelhecimento natural, o figurino dos personagens sertanejos são feitos em tons pastéis, enquanto os de Salvador são inspirados na Tropicália.

### Escolha do elenco
O elenco foi selecionado a partir de uma pesquisa extensa de atores nordestinos e marcou a estreia em novelas de Lucy Alves, Marina Nery, Barbara Reis, Diyo Coelho, Xangai, Veronica Cavalcanti, Lee Taylor, Zezita de Matos, Mariene de Castro, Yara Charry, Raiza Alcântara, Lucas Veloso, Sueli Bispo e do comediante Ivann Gomes. Renato Góes, depois de ter participado de duas novelas das seis, Cordel Encantado e Joia Rara, foi convidado para interpretar Santo dos Anjos na primeira fase.
A primeira fase registrou a volta do ator Rodrigo Santoro à dramaturgia da TV Globo, a última novela que o ator participou do início ao fim foi "Mulheres Apaixonadas" em 2003. Depois uma participação na série "As Brasileiras" em 2012, no episódio "A Indomável do Ceará". Tarcísio Meira, em apenas dois capítulos, teve uma atuação marcante assim como a atriz Selma Egrei, que participou das duas fases da novela.
Luiz Fernando Carvalho desejava uma atriz espanhola para o papel de Iolanda, mas devido à grande importância da personagem para a história, Carol Castro e Christiane Torloni foram convidadas para interpretar a personagem. Antes de Castro, Ana Paula Arósio foi convidada para o papel, mas as negociações com a emissora não avançaram. Com o não de Arósio, Maria Fernanda Cândido foi convidada para interpretar a personagem, que também recusou o papel. Letícia Sabatella havia acertado de interpretar Maria Tereza, mas devido a compromissos com o teatro e cinema, Camila Pitanga assumiu o papel. A francesa Amy Camara estava confirmada como Sophie, personagem que apareceria apenas por volta do capítulo 90, mas foi trocada às pressas por Yara Charry, depois de Camara enfrentar problemas com moradia no Brasil. Patrícia Pillar e Fernanda Montenegro foram convidadas para fazerem parte do elenco, mas a primeira tinha acabado de sair da minissérie Ligações Perigosas e não queria emendar dois trabalhos, enquanto a segunda queria ficar um tempo fora do gênero após Babilônia.

### Morte de Umberto Magnani
O ator Umberto Magnani, que interpretava o padre Romão, sofreu um acidente vascular encefálico (AVE) enquanto se preparava para gravar a trama na tarde de 25 de abril, no Projac. Ele foi internado no Hospital Vitória, perto do complexo da emissora  na Barra da Tijuca, em coma profundo. Ana Júlia, filha de Magnani, informou que o ator passou por uma cirurgia de seis horas e teve uma parada cardíaca. Como o personagem era considerado importante para a história, diversas cenas tiveram que ser reescritas. A época, sem condições de retornar à trama, Magnani foi substituído por Carlos Vereza, que passou a interpretar o padre Benício. Magnani acabou falecendo dois dias depois.

### Morte de Domingos Montagner
Faltando apenas duas semanas para o capítulo final, em 15 de setembro, o ator Domingos Montagner, que interpretava o protagonista Santo, morreu após se afogar no rio São Francisco, localizado na Região de Canindé de São Francisco, em Sergipe. O acontecimento se deu após uma gravação para a novela, em que estavam presentes Gabriel Leone e Camila Pitanga. Montagner foi nadar no São Francisco com Pitanga e acabou sendo arrastado por uma forte correnteza. Marcelo Serrado, que havia finalizado uma cena na região de Alagoas, ajudou nas buscas. O ator foi encontrado quatro horas depois, sem vida. Enquanto Montagner estava desaparecido, a direção da Globo solicitou que as gravações de Velho Chico—que iriam até o dia 18 de setembro—fossem paralisadas. Com a confirmação da morte do ator, a equipe técnica e o elenco que estavam gravando no Nordeste foram chamados para retornar ao Rio de Janeiro. O canal também solicitou que a produção da trama não comentasse sobre o assunto com a imprensa.
Benedito Ruy Barbosa lamentou a morte de Montagner e afirmou, em entrevista ao UOL, sobre a indefinição a respeito do desfecho do personagem do ator na trama: "É muito difícil ter que trocar um ator como ele por qualquer outro, não deve ser a solução. Ao mesmo tempo, tenho que fazer justiça a ele e ao trabalho maravilhoso que ele vinha fazendo". Consultado pelo blog de Patrícia Kogut, do jornal O Globo, Benedito afirmou não saber o que iria fazer, mas que sua pretensão era de homenagear Montagner.
Com a suspensão das gravações da trama, haviam somente cinco capítulos prontos para serem exibidos e no mesmo dia, havia uma indefinição se a trama permaneceria no ar ou se o final seria adiantado. No entanto, o capítulo 167 foi levado ao ar, sem exibir cenas com o personagem "Santo"—que já estava definido antes da morte do ator—e encerramento em silêncio. No dia seguinte, foi definido que o reinício dos trabalhos seria no dia 18 de setembro e que a trama irá encerrar na data prevista, 30 de setembro. O UOL revelou que também foi definido que a história do personagem de Montagner iria ser levada até o fim, sem substituição, morte ou viagem; a solução encontrada foi filmar as cenas a partir da perspectiva em primeira pessoa de Santo, sem falas do personagem. O elenco voltaria a Sergipe no sábado, 17. Outra parte do elenco permaneceu em Alagoas, que manteve o cronograma de gravações definido por Luís Fernando Carvalho. O ritmo acelerado seria consequência dos atrasos de gravação provocados pelo diretor artístico da trama.

## Recepção

### Da crítica
"Eu já tentava ver tudo o que Luiz Fernando Carvalho fazia, e não apenas por solidariedade de xará. O que ele está fazendo no Velho Chico ultrapassa tudo o que já fez na TV - com a possível exceção de Os Maias. Ele é incapaz de um enquadramento que não seja perfeito, e teve também o talento de escolher um elenco perfeito.".

— Luis Fernando Verissimo, escritor, jornal O Globo
Segundo o crítico Maurício Stycer, Velho Chico é um marco na história recente da TV brasileira, pela ambição estética e relevância cultural. Na opinião de Raquel Carneiro, foi difícil escolher a cena mais bonita do primeiro episódio, onde a "câmera do diretor abusou de ângulos criativos, que valorizaram os cenários, figurinos e também a belíssima fotografia da produção." Na opinião de Patricia Kogut, a novela "trouxe a fábula de volta ao horário nobre" e é um "folhetim clássico, mas com muita renovação". Para Nilson Xavier, a novela teve "incontestável qualidade técnica e artística, da direção à fotografia, trilha sonora e interpretação dos atores".
Em sua crítica, a jornalista Carla Bittencourt diz que Velho Chico foi uma novela de atuações e cenas memoráveis, "pintada com tintas mais fortes do que o telespectador está acostumado a ver nesse horário, e essas características garantiram à trama seu lugar na história da teledramaturgia". Entre os motivos que fizeram da novela um marco da teledramaturgia, segundo Vanessa Scalei do jornal "Zero Hora", está o grupo de atores escolhidos, que "mesclou grandes nomes da TV como Antônio Fagundes, Camila Pitanga e Christiane Torloni com gente do teatro (Domingos Montagner, Lee Taylor e Zezita Matos), do cinema (Irandhir Santos, Dira Paes e Selma Egrey) e novas caras (Gabriel Leone, Lucy Alves e Giullia Buscacio). A atuação deles foi coesa e todos tiveram espaço para aparecer. Além disso, ainda teve a participação especialíssima de Rodrigo Santoro em um de seus melhores papéis na televisão brasileira."
A câmera única subjetiva, recurso de linguagem criado pelo diretor Luiz Fernando Carvalho para que o personagem Santo continuasse na trama mesmo após a morte do ator Domingos Montagner, foi considerada "sublime" e "uma homenagem perfeita ao ator", de acordo com Marcia Carolina Maia para a "Veja".
Foi finalista do prêmio Emmy Internacional 2017 de melhor telenovela.

### Audiência
"Velho Chico reinaugura um desejo de utopia (...) Que novela extraordinária é Velho Chico. Que bela fotografia em tons de sépia e marrom. Uma novela cor de barro e pó, terra e argila. Nenhum ator é loiro — nem os coronéis. Ninguém tem olhos azuis. O Brasil de Benedito Ruy Barbosa e Luiz Fernando Carvalho é agreste. É pobre, remediado, devastado e esperançoso".

— Maria Rita Kehl, psicanalista, jornal O Globo
O primeiro capítulo de Velho Chico, de acordo com dados consolidados da Grande São Paulo, registrou 35,4 pontos com máxima de 37, conseguindo a maior audiência de uma estreia da faixa das nove desde Amor à Vida (2013). No Rio de Janeiro, a estreia registrou 38 pontos de média e 55% de share. O segundo capítulo registrou 33,9 pontos em São Paulo e 37 pontos no Rio de Janeiro, representando queda de um ponto em ambas as regiões. Com a mudança para a segunda fase, a audiência de Velho Chico passou a cair e não atingiu mais os 30 pontos, além de frequentemente marcar menos audiência que Êta Mundo Bom! e Totalmente Demais, telenovelas das seis e das sete, respectivamente.
Até setembro, registrava médias entre 25 a 30 pontos de audiência. Com a morte de Domingos Montagner, as duas últimas semanas da telenovela aumentaram seus índices com a curiosidade do público em saber como seria abordado o sumiço do personagem na trama e o desfecho de Maria Tereza, sendo que em 15 de setembro Velho Chico atingiu 35 pontos, índices não vistos desde a primeira semana. No último capítulo a novela marcou 35,2 pontos na Grande São Paulo e no geral Velho Chico teve média geral de 29 pontos. A média foi maior que as duas anteriores – A Regra do Jogo e Babilônia  –, porém ainda abaixo do esperado para o horário, que era de 35 pontos na época.
O ator Adílson Maghá faleceu durante as gravações, lutava contra um câncer no pulmão onde afetou o cérebro realizando a cirurgia, mas ele não resistiu.

### Prêmios e indicações
| Ano  | Prêmio                    | Categoria                    | Indicação                         | Resultado        | Ref.    |
| ---- | ------------------------- | ---------------------------- | --------------------------------- | ---------------- | ------- |
| 2016 | Prêmio Extra de Televisão | Melhor Novela                | Benedito Ruy Barbosa              | Indicado         | [ 141 ] |
| 2016 | Prêmio Extra de Televisão | Melhor Atriz                 | Camila Pitanga                    | Indicado         | [ 141 ] |
| 2016 | Prêmio Extra de Televisão | Melhor Ator                  | Domingos Montagner                | Venceu (póstumo) | [ 141 ] |
| 2016 | Prêmio Extra de Televisão | Melhor Ator                  | Rodrigo Santoro                   | Indicado         | [ 141 ] |
| 2016 | Prêmio Extra de Televisão | Melhor Atriz Coadjuvante     | Selma Egrei                       | Venceu           | [ 141 ] |
| 2016 | Prêmio Extra de Televisão | Melhor Ator Coadjuvante      | Irandhir Santos                   | Venceu           | [ 141 ] |
| 2016 | Prêmio Extra de Televisão | Melhor Revelação Feminina    | Giullia Buscacio                  | Indicado         | [ 141 ] |
| 2016 | Prêmio Extra de Televisão | Melhor Revelação Feminina    | Lucy Alves                        | Venceu           | [ 141 ] |
| 2016 | Prêmio Extra de Televisão | Melhor Revelação Feminina    | Mariene de Castro                 | Indicado         | [ 141 ] |
| 2016 | Prêmio Extra de Televisão | Melhor Revelação Masculina   | Lee Taylor                        | Venceu           | [ 141 ] |
| 2016 | Prêmio Extra de Televisão | Melhor Revelação Masculina   | Renato Góes                       | Indicado         | [ 141 ] |
| 2016 | Prêmio Extra de Televisão | Melhor Tema Musical          | "Mortal Loucura" - Maria Bethânia | Indicado         | [ 141 ] |
| 2016 | Troféu APCA               | Melhor Novela                | Benedito Ruy Barbosa              | Venceu           | [ 142 ] |
| 2016 | Troféu APCA               | Melhor Diretor               | Luiz Fernando Carvalho            | Indicado         | [ 142 ] |
| 2016 | Troféu APCA               | Melhor Ator                  | Chico Diaz                        | Indicado         | [ 142 ] |
| 2016 | Troféu APCA               | Melhor Ator                  | Rodrigo Santoro                   | Indicado         | [ 142 ] |
| 2016 | Troféu APCA               | Melhor Atriz                 | Fabíula Nascimento                | Indicado         | [ 142 ] |
| 2016 | Troféu APCA               | Melhor Atriz                 | Lucy Alves                        | Indicado         | [ 142 ] |
| 2016 | Troféu APCA               | Melhor Atriz                 | Selma Egrei                       | Venceu           | [ 142 ] |
| 2016 | Troféu APCA               | Grande Prêmio da Crítica     | Domingos Montagner                | Venceu (póstumo) | [ 142 ] |
| 2016 | Melhores do Ano           | Melhor Atriz de Novela       | Camila Pitanga                    | Venceu           | [ 144 ] |
| 2016 | Melhores do Ano           | Melhor Atriz Coadjuvante     | Dira Paes                         | Indicado         | [ 144 ] |
| 2016 | Melhores do Ano           | Melhor Ator Coadjuvante      | Gabriel Leone                     | Venceu           | [ 144 ] |
| 2016 | Melhores do Ano           | Melhor Atriz Revelação       | Giullia Buscacio                  | Indicado         | [ 144 ] |
| 2016 | Melhores do Ano           | Melhor Atriz Revelação       | Lucy Alves                        | Venceu           | [ 144 ] |
| 2016 | Melhores do Ano           | Melhor Ator Revelação        | Lucas Veloso                      | Indicado         | [ 144 ] |
| 2016 | Melhores do Ano           | Personagem do Ano            | Afrânio (Antônio Fagundes)        | Indicado         | [ 144 ] |
| 2016 | Melhores do Ano           | Personagem do Ano            | Encarnação (Selma Egrei)          | Indicado         | [ 144 ] |
| 2016 | Prêmio Quem de Televisão  | Melhor Ator                  | Antônio Fagundes                  | Indicado         | [ 145 ] |
| 2016 | Prêmio Quem de Televisão  | Melhor Ator                  | Domingos Montagner                | Venceu (póstumo) | [ 145 ] |
| 2016 | Prêmio Quem de Televisão  | Melhor Ator                  | Rodrigo Santoro                   | Indicado         | [ 145 ] |
| 2016 | Prêmio Quem de Televisão  | Melhor Atriz Coadjuvante     | Selma Egrei                       | Indicado         | [ 145 ] |
| 2016 | Prêmio Quem de Televisão  | Melhor Ator Coadjuvante      | Chico Diaz                        | Indicado         | [ 145 ] |
| 2016 | Prêmio Quem de Televisão  | Melhor Ator Coadjuvante      | Marcelo Serrado                   | Indicado         | [ 145 ] |
| 2016 | Prêmio Quem de Televisão  | Revelação                    | Giullia Buscacio                  | Indicado         | [ 145 ] |
| 2016 | Prêmio Quem de Televisão  | Revelação                    | Lucy Alves                        | Venceu           | [ 145 ] |
| 2016 | Prêmio Quem de Televisão  | Revelação                    | Renato Góes                       | Indicado         | [ 145 ] |
| 2016 | Prêmio Brasileiro do Ano  | Brasileiro do Ano na Cultura | Benedito Ruy Barbosa              | Venceu           | [ 146 ] |
| 2017 | Prêmio Bravo! de Cultura  | Artista do ano               | Luiz Fernando Carvalho            | Venceu           | [ 147 ] |
| 2017 | Emmy Internacional        | Melhor Novela                | Benedito Ruy Barbosa              | Indicado         | [ 148 ] |

### Controvérsias

#### Comentários homofóbicos
Durante a coletiva de apresentação da trama, Benedito Ruy Barbosa causou controvérsia ao dizer que "odeia história de bicha" em alusão as últimas tramas das 21 horas, que deram destaque a personagens homossexuais. A fala rendeu comentários negativos, como do diretor Luiz Fernando Carvalho, que classificou a fala como um "momento infeliz". O Deputado Federal Jean Wyllys publicou em seu perfil no Facebook um longo texto, classificando as palavras do autor como "deselegantes, reacionárias e homofóbicas". Aguinaldo Silva por meio de sua conta no Twitter, questionou se a fala teria relação com uma "traumática história de sofá", enquanto alguns usuários da mesma rede social sugeriram boicote ao folhetim. Como resposta, a emissora cogitou inicialmente um comunicado à imprensa onde dizia que "as declarações de Ruy Barbosa não refletiam a política da empresa", mas optou-se por não se pronunciar em relação ao que foi dito. Posteriormente, o canal acordou com o autor e sua família para não conceder entrevistas, a fim de evitar temas polêmicos que possam atrapalhar a divulgação da trama.

#### Problemas de produção
Em abril de 2016, o jornalista Ricardo Feltrin publicou em sua coluna no UOL que Benedito Ruy Barbosa estaria tendo atritos com o diretor Luiz Fernando Carvalho por estar editando a novela conforme seu gosto, desagradando o novelista. O jornalista também relatou que Velho Chico estaria com atrasos nas gravações e com poucos capítulos prontos. A Central Globo de Comunicação (CGCom) negou as afirmações, escrevendo que: "Toda novela com duas fases tem suas complexidades de produção." No mesmo mês, Edmara Barbosa deixou de escrever a trama por divergências com o pai. Após escrever e entregar 50 capítulos, Ruy Barbosa e Bruno Luperi assumiram a obra. Segundo Daniel Castro, do Notícias da TV, a Globo estaria negociando com Luiz Fernando Carvalho mudanças nas caracterizações de quase todos os personagens devido à rejeição do público quanto ao figurino e outros aspectos de produção. No entanto, Carvalho se recusa a acatar as sugestões da direção de dramaturgia.
Em entrevista ao jornalista Mauricio Stycer, do UOL, Benedito afirmou que solicitou como condição ao diretor-geral da TV Globo, Carlos Henrique Schroder, para escrever Velho Chico que Silvio de Abreu, diretor de dramaturgia do canal, não interferisse ou desse sugestões na trama, afirmando que lamenta e não tem nada contra, "mas eu não quero que ele [Silvio de Abreu] leia sinopse minha. E não quero que ele palpite na minha novela. Não quero que ele leia e que ele ponha a mão na novela". Benedito afirma que a indiferença com Abreu começou quando o mesmo rejeitou uma sinopse de uma novela para o horário das 18h intitulada E Se Ele Voltar, devido a uma "temática nazista" que estaria presente em parte da história.

#### Sotaque
A trama se passa numa cidade fictícia do interior da Bahia, porém o sotaque dos seus personagens é predominantemente pernambucano, com a utilização de termos típicos daquele estado como o "visse" (corruptela de viste).

#### Veto de Milton Neves
O jornalista esportivo Milton Neves, que trabalha na Rede Bandeirantes, teria sido vetado de uma cena que foi ao ar no capítulo 104 da trama, onde o personagem Chico Criatura (Gésio Amadeu) iria citá-lo num telefonema em que fala de um amigo distante, o "coronel Milton Neves". O jornalista e Benedito Ruy Barbosa tem uma proximidade devido ao apoio do primeiro em conseguir locações em fazendas de café para cenas de O Rei do Gado (1996). Desde então, o autor homenageia-o colocando em seus roteiros referindo-se como um coronel. Em Velho Chico, a cena foi gravada com a citação, mas não foi levada ao ar. Neves reclama que ocorreu o mesmo durante a reapresentação de O Rei do Gado, em 2015. Em resposta, a Globo negou as afirmações e disse que ocorreu somente um procedimento normal de edição "por conta das variações da minutagem que são apresentadas dia a dia", onde "é comum que sejam feitos cortes em algumas cenas no momento".

## Exibição
Velho Chico estreou em 14 de março de 2016, uma segunda-feira, substituindo A Regra do Jogo no horário das 21h. De acordo com o Sistema de Classificação Indicativa Brasileiro, a trama é exibida como "Não recomendada para menores de 12 anos". Em 5 de agosto, não houve exibição do capítulo por conta da transmissão da Cerimônia de abertura dos Jogos Olímpicos de Verão de 2016.

### Exibição internacional
No dia 14 de janeiro de 2017 a trama passou a ser exibida pela Globo Portugal no horário das 20h, chegando a liderar a audiência da TV paga em seu último mês de exibição. O último capítulo foi exibido em 26 de maio de 2017, sendo substituída por Sol Nascente.
Apesar da exibição em Portugal, Velho Chico ficou de fora do catálogo internacional apresentado ao MIPCOM, ocorrido em Cannes em outubro de 2017. A emissora argumentou que "outros critérios estratégicos [...] são levados em conta na hora de montar o catálogo de licenciamento internacional, como o timing, o mix de conteúdos e as necessidades do mercado naquele momento", além de destacar sua qualidade e a indicação ao Emmy Internacional, sem descartar uma futura adição ao catálogo. Esses itens foram mencionados em crítica da jornalista Cristina Padiglone, afirmando que "é quase uma contradição imaginar que o enredo não tenha apelo internacional e que, inscrito no Emmy Internacional, na categoria de novelas, esteja entre os cinco finalistas desse segmento", opinando que a emissora deveria comercializar a trama internacionalmente.

## Música
Velho Chico conta com três discos, sendo duas trilhas sonoras e um disco com canções orquestrais originais produzidas por Tim Rescala. A seleção das músicas ficou a cargo do diretor artístico da trama, Luiz Fernando Carvalho.

### Volume 1
A primeira trilha sonora da telenovela foi lançada em 27 de maio de 2016. A capa apresenta os personagens principais da primeira fase da trama.
| N.º            | Título                                                 | Música          | Personagem                         | Duração |  |
| 1.             | "Tropicália" (part. Orquestra Sinfônica de Heliópolis) | Caetano Veloso  | Abertura                           | 3:28    |  |
| 2.             | "Gemedeira"                                            | Amelinha        |                                    | 3:35    |  |
| 3.             | "Me Leva"                                              | Renata Rosa     | Tema de Locação: Fazenda de Saruê  | 3:18    |  |
| 4.             | "Flor de Tangerina"                                    | Alceu Valença   | Luzia e Santo                      | 3:01    |  |
| 5.             | "Enquanto Engoma a Calça"                              | Ednardo         | Capitão Rosa                       | 3:31    |  |
| 6.             | "Veja (Margarida)"                                     | Marcelo Jeneci  | Miguel                             | 4:24    |  |
| 7.             | "Como 2 e 2"                                           | Gal Costa       | Iolanda e Afrânio                  | 2:47    |  |
| 8.             | "L'Étranger (Forasteiro)" (part. Tiê)                  | Thiago Pethit   | Martim                             | 4:38    |  |
| 9.             | "I-Margem"                                             | Paulo Araújo    | Tema de Locação: Rio São Francisco | 3:36    |  |
| 10.            | "Incelença para o Amor Retirante" (part. Elomar)       | Xangai          |                                    | 3:42    |  |
| 11.            | "Serenata"                                             | Chico César     | Beatriz e Bento                    | 3:07    |  |
| 12.            | "Barcarola do São Francisco"                           | Geraldo Azevedo | Tema de Locação: Rio São Francisco | 3:25    |  |
| 13.            | "Triste Bahia"                                         | Caetano Veloso  | Grotas de São Francisco            | 9:44    |  |
| 14.            | "Senhor Cidadão"                                       | Tom Zé          | Afrânio                            | 3:46    |  |
| Duração total: | Duração total:                                         | Duração total:  | Duração total:                     | 58:02   |  |

### Volume 2
A segunda trilha sonora da telenovela foi lançada em 5 de agosto de 2016. A capa apresenta os personagens principais da segunda fase da trama.
| N.º            | Título                                                | Música                        | Personagem           | Duração |  |
| 1.             | "Mortal Loucura"                                      | Maria Bethânia                | Maria Tereza e Santo | 3:37    |  |
| 2.             | "Da Aurora Até o Luar" (participação de Marisa Monte) | Dadi                          | Maria Tereza         | 3:13    |  |
| 3.             | "Não Há Cabeça"                                       | Pélico                        | Miguel               | 4:00    |  |
| 4.             | "Olhos Nus"                                           | Ná Ozzetti & Zé Miguel Wisnik | Maria Tereza         | 4:09    |  |
| 5.             | "O Ciúme"                                             | Caetano Veloso                |                      | 5:46    |  |
| 6.             | "Encarnação"                                          | Elba Ramalho                  | Encarnação           | 3:10    |  |
| 7.             | "Ondas do Mar de Vigo"                                | Fortuna                       | Iolanda              | 8:54    |  |
| 8.             | "Perfume do Invisível"                                | Céu                           | Olívia               | 5:08    |  |
| 9.             | "Réquiem para Matraga"                                | Geraldo Vandré                | Belmiro              | 2:17    |  |
| 10.            | "Moça Bonita"                                         | Alceu Valença                 | Luzia                | 3:41    |  |
| 11.            | "La Belle de Jour"                                    | Alceu Valença                 | Tema Geral           | 4:28    |  |
| 12.            | "Um Oh! E um Ah!"                                     | Tom Zé                        | Encarnação           | 0:59    |  |
| 13.            | "Dor e Dor"                                           | Tom Zé                        | Sophie               | 2:42    |  |
| 14.            | "Vitta, Ian, Cassales"                                | Apanhador Só                  | Lucas                | 4:42    |  |
| 15.            | "Coração"                                             | Bárbara Eugênia               | Miguel e Olívia      | 4:09    |  |
| 16.            | "Metamorfose Ambulante"                               | Raul Seixas                   | Bento                | 3:49    |  |
| 17.            | "Monte Castelo"                                       | Legião Urbana                 | Martim               | 3:50    |  |
| 18.            | "Meu Primeiro Amor"                                   | Maria Bethânia                | Iolanda e Afrânio    | 3:10    |  |
| Duração total: | Duração total:                                        | Duração total:                | Duração total:       | 1:11:45 |  |

### Orquestrais
Velho Chico (Música Original de Tim Rescala) foi disponibilizado em 10 de junho de 2016 e contém trilhas instrumentais produzidas por Tim Rescala para a trama.
| N.º            | Título                                  | Duração |  |
| 1.             | "Despertar do Velho Chico"              | 1:54    |  |
| 2.             | "Águas Cristalinas"                     | 2:40    |  |
| 3.             | "Alegria no Vilarejo"                   | 1:53    |  |
| 4.             | "Retirantes"                            | 2:39    |  |
| 5.             | "Nordeste Medieval"                     | 2:30    |  |
| 6.             | "Batalha 1"                             | 2:33    |  |
| 7.             | "O Poder"                               | 3:31    |  |
| 8.             | "Encantamento"                          | 2:44    |  |
| 9.             | "Felicidade e Fartura"                  | 2:38    |  |
| 10.            | "Santo e Maria Teresa"                  | 3:56    |  |
| 11.            | "O Amor de Luzia"                       | 3:09    |  |
| 12.            | "Segundo Encantamento"                  | 2:14    |  |
| 13.            | "Abenção"                               | 2:47    |  |
| 14.            | "Desafio Agalopado"                     | 2:26    |  |
| 15.            | "Desolação"                             | 3:31    |  |
| 16.            | "Esperança e Luta"                      | 3:49    |  |
| 17.            | "O Velho Chico Com Águas Claras"        | 3:04    |  |
| 18.            | "Solidão e Remorso"                     | 2:59    |  |
| 19.            | "Batalha 2"                             | 2:19    |  |
| 20.            | "Sombras do Passado"                    | 2:09    |  |
| 21.            | "O Velho Chico Com Águas Turvas"        | 3:16    |  |
| 22.            | "Subterrâneos 2"                        | 3:13    |  |
| 23.            | "No Bar do Chico Criatura"              | 2:08    |  |
| 24.            | "Bento e Beatriz"                       | 2:42    |  |
| 25.            | "Passarinhos"                           | 1:46    |  |
| 26.            | "Oração"                                | 3:06    |  |
| 27.            | "Oração de São Francisco" (faixa bônus) | 2:29    |  |
| Duração total: | Duração total:                          | 1:14:05 |  |

### Outras canções
Velho Chico também conta com as seguintes canções:
- "A Cigana", Roberto Carlos
- "Acabou Chorare", Novos Baianos
- "Corda de Aço", Fagner
- "De Cara a La Pared", Lhasa de Sela
- "Francisco Francisco", Maria Bethânia
- "Jardim dos Animais", Fagner
- "Le Vent nous Portera", Sophie Hunger
- "Riacho do Navio", Luiz Gonzaga
- "Pedras de Sal", Ylana Queiroga
- "Peixe", Doces Bárbaros
- "Por Debaixo dos Panos", Os Três do Nordeste
- "Quizas Quizas Quizas", Sara Montiel
- "Sabiá", Luiz Gonzaga
- "Talismã", Alceu Valença E Geraldo Azevedo
- "Se Você Voltar", Bruna Viola part. César Menotti & Fabiano